# 마인:MINE
《마인:MINE》은 2021년 5월 8일부터 2021년 6월 27일까지 방송된 tvN 토일 드라마이다.

## 기획 의도
세상의 편견에서 벗어나 진짜 나의 것을 찾아가는 강인한 여성들의 이야기를 그린 드라마

## 제작진

### 제작
- 이진석

### 제작사
제이에스픽쳐스

### 연출
- 이나정
  - 영화 《눈길》(감독)
  - KBS 1TV 일일 드라마 《당신뿐이야》(공동 연출)
  - KBS 2TV 수목 드라마 《세상 어디에도 없는 착한남자》(공동 연출)
  - KBS 2TV 드라마 스페셜 《연우의 여름》(연출)
  - KBS 1TV 특집 드라마 《눈길》(연출)
  - KBS 2TV 월화 드라마 《오 마이 비너스》(공동 연출)
  - KBS 2TV 월화 드라마 《쌈 마이웨이》(공동 연출)
  - 넷플릭스 《좋아하면 울리는》(연출)

### 극본
- 백미경
  - 영화 《흥부》(각본)
  - SBS 특집 드라마 《강구 이야기》(집필)
  - JTBC 금토 드라마 《사랑하는 은동아》(집필)
  - JTBC 금토드라마 《힘쎈여자 도봉순》(집필)
  - JTBC 금토 드라마 《품위있는 그녀》(집필)
  - KBS 2TV 월화 드라마 《우리가 만난 기적》(집필)
  - tvN 토일 드라마 《날 녹여주오》(제작,집필)
  - 소설 《품위있는 그녀》(저서)
  - 소설 《날 녹여주오》(저서)

## 등장인물

### 주요 인물
- 이보영 : 서희수 역 - 전직 여배우, 효원그룹 둘째 며느리

"블루 다이아몬드가 왜 필요하죠? 내가 블루 다이아몬드보다 더 빛나는데"
스물여덟에 베니스 영화제에서 여우주연상을 받고 알 수 없는 허무감이 몰려왔다. 이때 영국 여행길에서 지용을 만나 운명의 사랑에 빠진다. 하지만 그 남자는 국내 재벌 효원그룹 차남에, 떠나버린 첫사랑이 남긴 두 살 아들이 있었다. 희수는 진심으로, 사랑으로 두 사람을 품었다.
희수는 재벌가 며느리라는 새로운 삶을 살기 위해 배우도 그만두고 이들과 어울리려 노력하지만, 절대 자신을 낮추지도 높이지도 않고, 매사 당당하며 변화하는 상황 속에서도 자신의 존재와 색채를 지켜나간다. 그러던 어느 날, 희수의 인생에 새로운 운명의 여인이 등장했다.
바로 자신의 아들 하준의 프라이빗 튜터로 들어온 강자경이었다. 희수는 강자경이 자신과 지독하게 얽힌 운명의 여인이란 것을 상상도 못한 채 그녀를 신뢰했다. 그녀이 관한 비밀이 드러나고, 희수는 자경과 함께 엄청난 욕망의 소용돌이에 빠지게 되면서 서희수 본연의 모습을 드러내기 시작하는데....
- 김서형 : 정서현 역 - 효원그룹 첫째 며느리, 재벌가 집안의 딸. 뼛속까지 성골 귀족 (젊은 시절 : 조혜원)

"나를 빛나게 해주는건 바로 내가 선택받은 특별한 사람이라는 겁니다. 누구나 가질 수 없는 희소성이 절 빛나게 해주죠."
효원그룹 첫째 며느리로 타고난 귀티와 품위 그리고 지성까지 겸비한 재벌가 출신 여인이다. 이혼남이자 아이까지 있는 진호지만 효원의 맏아들이기에 그녀에겐 아무 문제가 되지 않았다. 남편 진호의 아들인 수혁에 대한 애정도 없었다.
그녀는 자신의 감정은 철저히 묻어둔 채 오직 사회적 인정과 자신의 품위 유지를 위해 사는 화려한 상류층 여자로만 살아간다. 서현에게 가족이란 비지니스 파트너일 뿐이다. 분노조절장애가 있는 효원가 사람들조차 그녀를 함부로 하지 못하게 한다. 어찌됐건 재벌 가문 출신에 알코홀릭 남편 진호를 내조하고 자기 자식도 아닌 수혁을 훌륭히 키웠기 때문이다.
이렇게 이성으로 무장한 그녀에게 겨울왕국 같던 서현의 에고를 녹여버릴 뜨거운 일들이 일어나게 되면서 차갑고 냉정하던 서현은 수혁을 통해 새로운 형태의 따뜻한 모성을 보여준다.
- 이현욱 : 한지용 역 - 희수의 남편, 효원그룹 둘째 아들.

"인생은 내가 살아가야지 돈으로만 살아가려고 하면 안되는거야."
영국의 어느 허름한 스시집에서 당시 톱여배우 서희수를 만나 사랑에 빠진다. 천성이 여유롭고 부드러운 스윗한 남자. 젠틀함이 몸에 베어 있다.
재벌그룹 효원가의 차남이지만 지용은 양순혜 여사가 낳은 아들이 아닌 한회장의 혼외자다. 모계 혈통이 이리도 무서운 건지 진호와 진희, 두 자녀와는 성품이 판이하게 다르다. 인품 좋고 능력 좋아 집안의 강력한 후계자 1순위다. 자신이 혼외자라는 것과 두 살인 아이가 있다는 고백에 지용을 가슴으로 더 깊게 받아들인 희수를 사랑하고 존중한다. 그렇게 지용은 희수와 함께 효원가에서 믿기지 않을 만큼 너무나 인간적인 삶을 살아간다.
어느 날, 하준의 프라이빗 튜터로 자경이 들어오면서 믿음과 사랑으로 꽁꽁 굳어진 희수와 지용의 관계가 비틀거리기 시작한다. 서희수와 이혜진이 손을 잡으면서 점점 중심을 잃기 시작하면서 실체를 들어낸다.
- 옥자연 : 가짜 강자경 / 이혜진 역 - 하준의 프라이빗 튜터

"내가 숨긴 발톱이 내가 사랑하는 사람까지 할퀴게 될까봐... 내가 겁나는건 그거 하나 뿐이야...."
평화로운 효원가에 찾아온 희수의 아들 하준의 시크릿 튜터, 마침 사람에 대한 경계심이 없는 희수는 그녀를 반갑게 맞이하고 자경과 허물없이 친해질 수 있었다. 자경이 희수의 사람을 건들기 전까지는. 자경은 희수의 선을 넘고 들어와서는 이젠 희수의 고유 영역까지 없애기 시작한다.
자경이 효원가에 들어온 이유는 순수하지 않았다. 그것은 자경의 오랜 욕망이자 비밀스러운 계획이었다. 효원가에서 반드시 해야할 일이 있었다. 그 일을 위해 살아왔다.
자경은 희수의 진심을 알고 그녀가 다치길 바라지 않았지만 관성이 붙어버린 자경의 욕망은 멈출 줄 모르고 결국 희수와 맞서게 된다. 하지만 희수는 절대 약한 상대가 아니었다. 희수는 무너지지 않고 자경의 욕망에 맞서 함께 벼랑 끝까지 달리게 된다. 하준의 생모. 지용의 첫사랑.
- 차학연 : 한수혁 역 - 효원 그룹의 장손, 정서현과 한진호 사이의 아들

"너와 내가 사는 세상이 달라보여?"
말 그대로 재벌 3세다. 태어났을 때부터 모든걸 다 가진듯 완벽해 보이지만 어린 나이에 가슴 아픈 이별을 경험한 수혁은 너무 빨리 성숙한 어른이 돼버렸다. 세상의 좋은 것들은 다 모아둔 왕국 같은 효원가에서 모든 일에 무심해진 왕자처럼 자란 수혁은 세상 일에 무심하다.
효원가의 관례로 미국으로 유학 가서 우수한 성적으로 졸업하고 돌아오지만 그 무엇도 마음이 가지 않는다. 그냥 다 벗어버리고 뛰쳐나가고 싶지만 26년 소공자의 삶을 벗어던질 명분을 아직 찾지 못했다. 집안에서 원하는 여자와 약혼할 것이고, 자신이 아무것도 하지 않아도 주어질 재벌 3세의 인생을 받아들이기로 한다.
불면증을 앓던 수혁은 모두가 잠든 이 넓은 저택에서 자기처럼 잠들지 못하는 한 사람을 만난다. 둘은 운명의 장난처럼 방을 한 번 바꿔 자보기로 하는데 신기하게도 방을 바꾼 후 드디어 자기 안식처를 찾은 듯 편히 잘 수 있게 된다. 가난하지만 당차고, 그리워 하는 엄마의 모습을 가진 그녀에게 끌리기 시작하는 수혁. 유연의 연인.
- 정이서 : 김유연 역 - 서현이 들인 젊은 메이드, 수혁과 운명적 사랑에 빠지는 인물.

"그 어두운 곳에 웅크려 있지 말고 나와... 내 손 잡고 ..."
가난한 다둥이 집의 첫째 딸. 국립대 졸업 후 겨우겨우 갖은 알바와 유치원 교사 생활을 하며 학자금 대출을 갚았지만 부모님이 진 빚 때문에 유치원에 깡패들이 찾아온다. 그 바람에 일을 할 수 없게 된 절망적인 상황에서 엠마 수녀님의 소개로 서현의 집 메이드로 들어간다. 더 이상 가난과 공포로 떨 필요가 없기에 유연에겐 그곳이 신성한 일터였다.
유연에겐 불면증이 있다. 가족을 위한 삶을 살며 겉으론 아무렇지 않게 행동하지만 사실 그녀는 삶이 너무 힘들다. 밤이 되고 고단한 하루를 마무리 하며 침대에 누울때면 그녀는 현실적 고민들에 짓눌려 밤에 잠들지 못한다. 신성한 일터였던 그곳에서 자기처럼 잠들지 못하는 남자 수혁을 만나게 된다.
삶 자체에 지친 유연은 그 어떤 사람도 자신의 불행한 삶에 끌어들이기도 공유하고 싶지도 않았지만 의지와 반하게 갑을 관계 속에서 마주한 남자. 선을 넘어선 안된다 스스로 되뇌이지만 소용없다. 수혁의 연인.
- 박혁권 : 한진호 역 - 효원그룹의 장남이자 서현의 남편, 수혁의 친부.

"내가 내 멋대로 산줄 알지? 내가 원하는걸 제대로 가져본적이 있는줄 알아? 재벌이 이런걸 엄마 뱃속에서 알았으면 나 안 태어났다!"
겉으로 보이는 외모는 속절없이 부드러워보이며 철없는 멘탈 덕에 나이에 비해 심한 동안이지만 내면은 열등감투성이다. 그는 그의 모자란 자아 때문에 젊은 시절엔 알코올에 의존하기도 했고 술만 먹으면 인사불성이 됐다. 그는 서현과 결혼 후 술을 끊겠다 선언하고 대신 복권 긁는 취미로 그 허전함을 대체한다.
둘째인 여동생 진희보다 공부를 못해서, 동생 지용보다는 모든면에서 뒤쳐져서 집안의 미운오리 장남이 된 지 오래다. 평소 진호는 집에선 지용과 번번이 비교돼 평생을 콤플렉스에 시달려왔었다. 하지만 자신의 아내인 서현 덕분에 자신의 구제불능 이미지가 많이 순화된다.
자신의 유일한 자랑인 아들 수혁이 기업을 물려받게 하는게 그가 가진 표현 되지 않은 채 도사리고 있는 유일한 야망이다. 수혁과 유연이 사랑에 빠진것을 알고 서현과 대치하지만, 끝까지 자신을 버리지 않는 아내 서현의 진심을 모르겠다.
- 박원숙 : 양순혜 역 - 한회장의 부인이자 희수의 시어머니, 효원그룹의 왕사모.

"누가 내 앞에서 등보이래? 너 나 무시하는거야? 죽고 싶어 지금? 야~!!"
괴팍하고 톤업된 인성만큼이나 착장과 외모가 무시무시하다. 하지만 마치 배우처럼 복수의 관계자들과 외부 인사들 앞에선 고상하고 우아한 척 한다. 따지고 보면 양순혜의 이 포악함이 극대화된건 남편이 결혼생활 4년만에 다른 여자가 생겨 혼외자인 지용을 낳으면서 시작된 것이나 다름없다.
남편인 한회장은 지용을 열 살 때까지 유모라는 이름으로 친모 품에서 크게 했고 지용의 친모는 공식적으로 그 집을 드나들며 자신을 모욕했었다. 참고 사는 대신 친모를 미워하며 자신의 화를 맘대로 풀고 사는 쪽으로 합리적인 노선을 정했고 거듭할수록 그 포악함은 진화됐다.
자신이 배 아파 낳은 두 자식에 비해, 자신에게 살갑게 굴고 모든 것이 뛰어난 막내 지용을 재계인사들이 칭찬하자 자신의 체면을 위해 혼외자인 지용을 감싸고 돌아 지용이 혼외자라는게 소문만 돌 뿐 팩트화 되지 않았다.

### 효원그룹
- 정동환 : 한석철 역 - 효원그룹의 회장, 희수의 시아버지.

"미자야 쪼메 기다리라 내가 곧 간다..."
그 시절 우리가 사랑하던 낭만파 음악가 같은 멋쟁이 젊은이였다. 오페라와 가곡을 사랑하고 클래식에 조예가 깊은 낭만주의자이지만 사랑 없는 여자와 결혼하게 되고 그 길고 긴 결혼생활의 불행은 기업가로서의 책임감으로 상쇄하며, 기업총수로서 최선을 다해 살았다.
효원그룹 내 배임 횡령 사건이 터지면서 뇌혈관도 같이 터져 코마 상태가 되고 미소를 지은 채 누워있는 동안 집안은 쑥대밭이 된다.
그는 지용의 친모인 김미자를 사랑했다. 그녀는 40대에 죽어버렸다. 이제 그녀에게 갈 때가 싶은데 깨어났다. 그리고 자책한다. 모든 게 내 잘못이었어..
- 정현준 : 한하준 역 - 지용의 친아들이자 희수가 마음으로 낳은 아들

운명적 친밀감이 있는 희수와 아름다운 모자관계인 하준. 하지만 자경이 등장하면서 하준과 희수 사이에 비극적인 틈이 생기며 그건 무엇으로도 메울 수 없다는걸 알게 된다. 어린 아이가 감당하기엔 너무 큰 슬픔을 겪는다.
- 김혜화 : 한진희 역 - 희수의 손위 시누이자 효원그룹 장녀

"왕이 에티켓이 있을 필요가 있니? 신하가 있어야지? 니들은 어차피 내 밑에서 기어야돼, 타고난 운명이 그래!"
효원그룹 후계자 서열 2위다. 머리도 좋고 공부도 잘했다. 경영능력도 탁월하고 야망도 크다. 하지만 심각한 인격장애에 분노 조절 장애다. 자신의 엄마와 오빠가 그러하듯 괴팍하고 인품에 문제가 많은 다혈질이다.
하지만 그 속내를 들여다보면 심각한 애정결핍이다. 재벌의 딸로 태어났지만 엄마는 모든걸 돈으로 해결했고 친구들도 자신을 좋아하지 않았고 남편도 자신이 따라다녀 보답받지 못한 사랑을 안고 결혼했다. 어느 누구에게도 따뜻한 사랑을 받아보지 못한 그녀는 사람을 사랑하는 법을 몰랐다. 모든걸 가져도 불쌍하다는 생각이 들게 만드는 진희는 재벌이 만들어낸 황금으로 빚어진 아픈 괴물일뿐.
사랑보다 미움이 익숙한 삶을 사는 진희. 그녀는 어느 시점부터 개과천선이 불가능해진 자신을 깨닫고 그냥 이렇게 살아야겠다고 생각한다.
- 조은솔 : 박정도 역 - 한진희의 남편

"어떻게 하면 날 놔줄 수 있겠니?"
효원그룹의 사위이자 진희의 남편. 상류층 사람들 사이에서 한진희는 결혼 기피대상 1호였으나 집안의 영달을 위해 그녀와 정략결혼을 하게 된 비극의 운명을 타고 난 사내.
폭풍도 한 철 일진데 끝날 줄 모르고 계속되는 게릴라전 같은 결혼생활에 지쳤다. 그녀와 집안이 초전박살나는 수준으로 물건을 때려부시며 싸우지만 서로의 몸을 다치게 하지 않는 원칙 하에 그렇게 스트레스 풀며 산다.
이혼을 꿈꾸지만 이혼은커녕 죽어서도 지옥까지 따라가서 괴롭히겠다는 진희의 말이 진심 같아서 더 무섭다.

### 일신회 멤버
- 예수정 : 엠마 수녀 역 - 본명 백설화, 본당 수녀이자 미혼모지원센터장

"그들은 지옥에 빠진거에요. 지옥에서는 먹어도 먹어도 배가 고프거든요. 만족하지 못하니까... 그게 바로 블루다이아 저주에요....."
희수가 미혼모 봉사활동 갔다가 만나게 된 수녀. 그렇게 인연이 되어 희수가 만든 성경공부 모임인 '일신회'의 정신적 멘토가 된다.
푸근한 인상에 사람의 마음을 움직이는 단정하고 따뜻한 진심의 눈빛과 화술, 그리고 상담의 조건은 엠마가 일하고 있는 성당의 후원단체인 미혼모 재단에 기부를 하는 정도이며 어떤 사례비도 받지 않는다. 말하자면 상류층의 정신 자문위원이다.
그녀와 상담이 끝나면 모든걸 치유받는 듯한 사람들... 어느덧 엠마 수녀는 효원가를 중심으로 한 상류층 사람들의 정신세계를 지배하며 일신회를 이끈다. 이런 독특한 행보를 가진 엠마수녀를 보며 사람들은 그녀의 정체를 갈수록 궁금해 하지만 그녀의 비밀은 쉽게 밝혀지지 않는다.
- 송선미 : 서진경 역 - 갤러리장, 하원그룹 세컨드

"힘들게 이 사람 저 사람 관리 하지말고 내 자산 관리만 해볼래? 내 돈을 마치 니 돈처럼 쓰면서?"
일신회 멤버이자 하원갤러리 대표. 양순혜의 사촌오빠가 명예회장인 하원그룹 세컨드였으나 남편인 양회장이 숙환으로 별세하고 엄청난 유산을 물려받은 수퍼다이아 미망인이 되었다.
- 오정연 : 최미주 역 - 일신회의 멤버로 전통 재벌이 아닌 사채업으로 돈 번 집안이라 전형적 재벌 집안에 열등감을 가진 인물.

- 김윤지 : 재스민 역 - 교포이며 미스 뉴욕 출신

일신회의 멤버로, 미모로 한참 나이 많은 남편과 연애해 결혼했으나 지금은 남편이 죽기를 바라는 불행한 상류층.

### 효원가 메이드

#### 카덴차(Cadenza)
- 박성연 : 주 집사 (40대 중반) 역 - 본명 주민수, 효원가의 헤드 메이드

"재벌가 사람들은 다 배우에요. 그것도 끝내주는 연기력을 가진... 작은 사모님이 제일 발연기자죠. 자기 감정을 늘 들키거든요."
천성은 평범했으나 재벌가 집사 10년만에 제대로 된 이중인격이 되었다. '디 오리지널'을 꿈꾸는 만큼 메이드의 품격도 남다르다.
그 우두머리 노릇을 하는 주집사는 이 집안을 위해 영혼을 때려 바쳤다. 집안의 모든 비리를 함구하고 있기엔 회장님이 선물한 강남의 45평 아파트 한 채로는 부족하다. 한회장과 양순혜여사 사이에서 적당한 양다리로 처신을 잘해 이 정도 능력이면 자서전을 써야하나 싶다.
하지만 시간이 흐를수록 그 진심과 실체가 미스터리하다. 누구 편인지도 알 수 없는 행동들이 더욱 수상쩍다. 게다가 그녀의 사건 당시 진술은 다른 이들의 목격담과 모든게 상이해 사건을 더 미궁 속으로 빠뜨리는 인물이다.
- 이중옥 : 김성태 (30대 후반) 역 - 효원가의 유일한 남자집사

재벌가에서 일하면서 되려 재벌을 불쌍하게 여기는 인물. 그러면서 블루다이아를 훔쳐 달아나다 주집사의 노예가 된다.
- 윤서 : 오수영 (30대 초반) 역 - 희수와 지용의 스케줄 관리를 하는 비서겸 집안의 서브 집사

서열상 주집사의 하위 포지션
- 미상 : 고미진 역 - 메이드 1
- 윤금선아 : 황경혜 역 - 메이드 2
- 미상 : 이주희 역 - 메이드 3

#### 루바토(Rubato)
- 미상 : 오주연 역 - 메이드 4
- 미상 : 민상아 역 - 메이드 5

### 그 외 사람들
- 최영준 : 백동훈 (30대 후반) 역 - 일명 ‘재벌가 죽음의 미스터리 사건’의 담당 형사

효원그룹 회장이 난간에서 떨어져 죽었다. 부검도 없고 신고도 없이 치루어진 장례식, 사망진단서에는 ‘심장마비’로 결론 났다. 엠마수녀의 신고로 혼자 내사에 착수하지만 결정적 증거가 없는한 영장 청구가 안되는 사건. 복수의 목격자 진술을 받으면 받을수록 퍼즐 조각은 어긋난다.
- 이철 : 윤석호 역 - 서희수의 조력자가 된 언론사 기자

한하준이 서희수의 친아들이 아님을 알고 언론을 통해 폭로하려고 했었지만, 희수에게 감화되어 이후 그녀를 돕는다.
- 김율호 : 김교관 역 - 정서현의 승마코치. 정서현에게 강자경의 비밀을 알려주는 인물. (“배우 김율호”, tvN ‘마인’ 강자경의 비밀 밝혔다)
- 송승환 : 이동우 역
- 송영아
- 장하은 : 노아림 역
- 공작새 : 노덕 역
- 미상 : 곽수창 역 - 한지용의 사주로 불법 격투를 하다 동생을 혼수상태에 빠뜨린 장본인
- 미상 : 곽현동 역 - 불법 격투가, 곽수창의 동생
- 이왕수 : 알콜 중독자 역
- 김대한

### 특별출연
- 김지우 : 지원 역
- 권소현 : 지원의 어머니 역 - 하준을 따돌린 주동자 (특별출연)
- 김정화 : 최수지 역 - 서현의 동성 연인
- 최수임 : 김미자 역 - 지용의 어머니 (7회 사진 출연)

## 시청률
최저 시청률과 최고 시청률은 시청률 조사회사와 지역별로 시청률에 차이가 있을 수 있습니다.
| 시즌 | 시즌 | 에피소드 번호 | 에피소드 번호 | 에피소드 번호 | 에피소드 번호 | 에피소드 번호 | 에피소드 번호 | 에피소드 번호 | 에피소드 번호 | 에피소드 번호 | 에피소드 번호 | 에피소드 번호 | 에피소드 번호 | 에피소드 번호 | 에피소드 번호 | 에피소드 번호 | 에피소드 번호 | 평균  |
| 시즌 | 시즌 | 1             | 2             | 3             | 4             | 5             | 6             | 7             | 8             | 9             | 10            | 11            | 12            | 13            | 14            | 15            | 16            | 평균  |
| ---- | ---- | ------------- | ------------- | ------------- | ------------- | ------------- | ------------- | ------------- | ------------- | ------------- | ------------- | ------------- | ------------- | ------------- | ------------- | ------------- | ------------- | ----- |
|      | 1    | 1.464         | 1.349         | 1.261         | 1.841         | 1.599         | 1.854         | 1.850         | 2.083         | 1.833         | 2.127         | 1.964         | 2.240         | 2.045         | 2.109         | 1.911         | 2.429         | 1.872 |

| 2021년 | 2021년   | 2021년                                                            | 2021년     | 2021년  |
| 회차   | 방송일   | 부제 (서브 타이틀)                                                | AGB 시청률 | 수도권  |
| ------ | -------- | ----------------------------------------------------------------- | ---------- | ------- |
| 제1회  | 5월 8일  | 낯선 사람들 : The Strangers                                       | 6.565%     | 7.906%  |
| 제2회  | 5월 9일  | 이카루스의 날개 : The Wings of Icarus                             | 6.017%     | 6.836%  |
| 제3회  | 5월 15일 | 회색의 영역 : The Gray Area                                       | 5.578%     | 6.399%  |
| 제4회  | 5월 16일 | 좁은문 : Strait is The Gate                                       | 7.373%     | 7.822%  |
| 제5회  | 5월 22일 | 여섯 번째 감각 : The Sixth Sense                                  | 6.943%     | 7.717%  |
| 제6회  | 5월 23일 | 불편한 진실 거짓된 평화 : The Uncomfortable Truth And False Peace | 8.173%     | 8.678%  |
| 제7회  | 5월 29일 | 꿈 속의 사랑 : Love is Just A Dream                               | 8.627%     | 9.959%  |
| 제8회  | 5월 30일 | 코끼리가 문을 나가는 방법 : How Elephants Leave the House         | 9.023%     | 9.817%  |
| 제9회  | 6월 5일  | 악마와 축배를 : A Toast To The Devil                              | 8.421%     | 9.807%  |
| 제10회 | 6월 6일  | 진짜 엄마 : The Real Mother                                       | 9.354%     | 10.016% |
| 제11회 | 6월 12일 | 매혹의 일주일 : Some Enchanted Week                               | 8.314%     | 9.030%  |
| 제12회 | 6월 13일 | 죄와 죄 : Crime and Sin                                           | 9.487%     | 9.703%  |
| 제13회 | 6월 19일 | 모두가 거짓말을 하고 있다 : They All Lie                          | 8.821%     | 9.792%  |
| 제14회 | 6월 20일 | 보이지 않는 것과의 싸움 : Fighting in the Dark                    | 9.395%     | 9.957%  |
| 제15회 | 6월 26일 | 심판자들 : The Judges                                             | 8.720%     | 10.589% |
| 제16회 | 6월 27일 | 빛나는 여인들 : Glorious Women                                    | 10.512%    | 11.221% |

## 수상 및 후보
| 연도 | 시상식              | 부문               | 수상자(작) | 결과 | 출처 |
| ---- | ------------------- | ------------------ | ---------- | ---- | ---- |
| 2022 | 제58회 백상예술대상 | TV부문 연출상      | 이나정     | 후보 |      |
| 2022 | 제58회 백상예술대상 | TV부문 남자 조연상 | 이현욱     | 후보 |      |
| 2022 | 제58회 백상예술대상 | TV부문 여자 조연상 | 옥자연     | 후보 |      |
| 2022 | 제58회 백상예술대상 | TV부문 극본상      | 백미경     | 후보 |      |

## OST
다음은 오리지널 사운드트랙(OST) 싱글 앨범에 포함된 곡들이며, 정렬기준은 출시 순입니다.
- Part 1 : This is Mine - 이승윤
- Part 2 : Mine - ID:Earth
- Part 3 : 꿈에서 - 사야(SAya)
- Part 4 : Dear son - 박선예
- Part 5 : Winner - 김윤아

## 같이 보기
- 대한민국의 텔레비전 드라마 목록 (ㅁ)
- 2021년 대한민국의 텔레비전 드라마 목록